# Лівська мова
Лі́вська мо́ва (līvõ kēļ, інша назва — rāndakēļ («прибережна мова») — мова лівів, належить до балтійсько-фінських мов фіно-угорської групи уральської мовної сім'ї. Вважається однією з автохтонних мов населення Латвії; наразі є зникаючою.
Лівська мова має два діалекти — курземський (північний) та східний — відземський (салацас). Найближчі споріднені мови — південні діалекти естонської, водська, карельська, вепська та фінська. Лівська мова справила значний вплив на розвиток латиської мови, зокрема, на її субстрат та на топоніміку курляндських населених пунктів.
Наголос у лівських словах завжди ставиться на перший склад.

## Абетка
Сучасна лівська абетка містить 45 літер, як естонських, так і латиських:
| A a | Ā ā | Ä ä | Ǟ ǟ | B b | D d | Ḑ ḑ | E e | Ē ē | F f | G g |
| H h | I i | Ī ī | J j | K k | L l | Ļ ļ | M m | N n | Ņ ņ | O o |
| Ō ō | Ȯ ȯ | Ȱ ȱ | Ö ö | Ȫ ȫ | Õ õ | Ȭ ȭ | P p | R r | Ŗ ŗ | S s |
| Š š | T t | Ț ț | U u | Ū ū | Y y | Ȳ ȳ | V v | Z z | Ž ž |     |

## Історія
Лівська мова була одною з перших мов, що виділились із загальної балтійсько-фінської мовної основи на початку I тисячоліття н. е.. В часи Середньовіччя лівська була однією з найпоширеніших у балтійських країнах; у XII столітті нею розмовляло близько 30 тисяч чоловік.
Найперші письмові свідчення лівською мовою зустрічаються на межі XII-XIII століть в хроніках Генріха Латвійського та Саксона Граматика. Перший друкований лівський текст, що містився у збірках церковних пісень, датується 1525 роком.
У 1851 році на основі західних та східних говірок курляндського діалекту було створено літературну лівську мову з писемністю на основі латиниці. Перша граматика лівської мови була опублікована в 1861 році Андреасом Йоганном Шегреном та Фердинандом Йоганном Відеманом. Тогочасний правопис перебував під впливом німецької та латиської мов і відрізнявся від сучасної лівської орфографічної системи. Перша книга лівською — Євангеліє від Матвія — вийшла друком 1863 року під редакцією Ф. Й. Відемана. В 1912 році Е. Ваалгамаа переклав лівською «Малий Катехізис» Мартіна Лютера.
Здобуття Латвією незалежності сприяло лівському національному відродженню, що припало на 1930-ті роки. З 1923 року в школах Латвії факультативно викладалась лівська мова, випускались книги, календарі, підручники, художні твори лівських авторів (зокрема, Карліс Сталте). З 1931 року лівською мовою видавалась газета «Līvli» («Лів»).
У 1938 році за сприяння урядів Фінляндії, Естонії та Угорщини було відкрито Центр лівської громади в селі Мазірбе (північна Курляндія) — неофіційній лівській столиці.
До середини XX століття лівською мовою все ще постійно розмовляло менше одної тисячі осіб, але в результаті радянської окупації кількість її носіїв скоротилась в десятки разів. Остання книга лівською вийшла в 1939 році. В часи СРСР від повного зникнення лівську мову врятували лише зусилля місцевих просвітників та естонських і фінських науковців.
У 1972 році в Латвії було створено лівський ансамбль «Liulist». В 1999 році у Ризі сформовано естонсько-лівський гурт «Tuļļi Lum» («Гарячий сніг»), що виконує пісні лівською мовою.
У 2005 році були затверджені правила лівської орфографії. Нині вивчення мови практикується в університетах Латвії, Естонії та Фінляндії, зокрема, Ризькому (з 1995 року) та Тартуському (1948).
Останнім носієм лівської мови була Ґрізельда Крістінь (1910–2013), що мешкала в Канаді.

## Приклади
| Українська     | Лівська                     | Естонська        |
| -------------- | --------------------------- | ---------------- |
| Привіт!        | Tēriņtš!                    | Tere!            |
| Смачного!      | Jõvvõ sīemnaigõ!            | Jätku leiba!     |
| Доброго ранку! | Jõvā ūomõg! / Jõvvõ ūomõgt! | Tere hommikust!  |
| Гарного дня!   | Jõvā pǟva! / Jõvvõ päuvõ!   | Ilusat päeva!    |
| Дякую!         | Tienū!                      | Tänan!           |
| З Новим роком! | Vȯndzist Ūdāigastõ!         | Head Uut Aastat! |
| один           | ikš                         | üks              |
| два            | kakš                        | kaks             |
| три            | kuolm                       | kolm             |
| чотири         | nēļa                        | neli             |
| п'ять          | vīž                         | viis             |
| шість          | kūž                         | kuus             |
| сім            | seis                        | seitse           |
| вісім          | kōdõks                      | kaheksa          |
| дев'ять        | īdõks                       | üheksa           |
| десять         | kim                         | kümme            |